# Circondario di Pritzwalk
Il circondario di Pritzwalk (in tedesco Kreis Pritzwalk) era un circondario della Repubblica Democratica Tedesca, parte del distretto di Potsdam.

## Storia
Il circondario di Pritzwalk fu istituito il 25 luglio 1952 con la riforma amministrativa della RDT; si estendeva su territori già appartenuti al disciolto circondario dell'Ostprignitz.
Il 17 maggio 1990 assunse il nuovo nome di Landkreis Pritzwalk ("circondario di Pritzwalk"), e poco dopo, in seguito alla riunificazione tedesca, divenne parte dello stato del Brandeburgo.
Il 6 dicembre 1993, nell'ambito della riforma amministrativa del Brandeburgo, il circondario di Pritzwalk venne soppresso; le città e i comuni che lo componevano passarono tutti al nuovo circondario del Prignitz, eccetto i comuni di Blumenthal, Grabow e Rosenwinkel, che passarono al circondario dell'Ostprignitz-Ruppin.